# فرودگاه سنت جان
فرودگاه سنت جان (به انگلیسی: Saint John Airport) یک فرودگاه همگانی باربری با کد یاتا YSJ است که یک باند فرود آسفالت دارد و طول باند آن ۲٬۱۳۵ متر است. این فرودگاه در شهر سنت جان، نیوبرانزویک کشور کانادا قرار دارد و در ارتفاع ۱۰۹ متری از سطح دریا واقع شده است.

## شرکت‌های هواپیمایی و مقصدهای پروازی
| شرکت‌های هواپیمایی  | مقصدهای پروازی                                                               |
| ------------------ | ---------------------------------------------------------------------------- |
| Air Canada Express | هلفکس استانفیلد، مونترآل-پییر الیوت ترودو، پیرسون تورنتو                     |
| پورتر ایرلاینز     | مک‌دونالد-کارتیر اتاوا، شهری بیلی بیشاپ تورنتو (آغاز هردو از ۲۱ سپتامبر ۲۰۱۷) |
| سان‌وینگ ایرلاینز   | فصلی: خاردینز دل ری                                                          |